# Lista de condados de Oklahoma

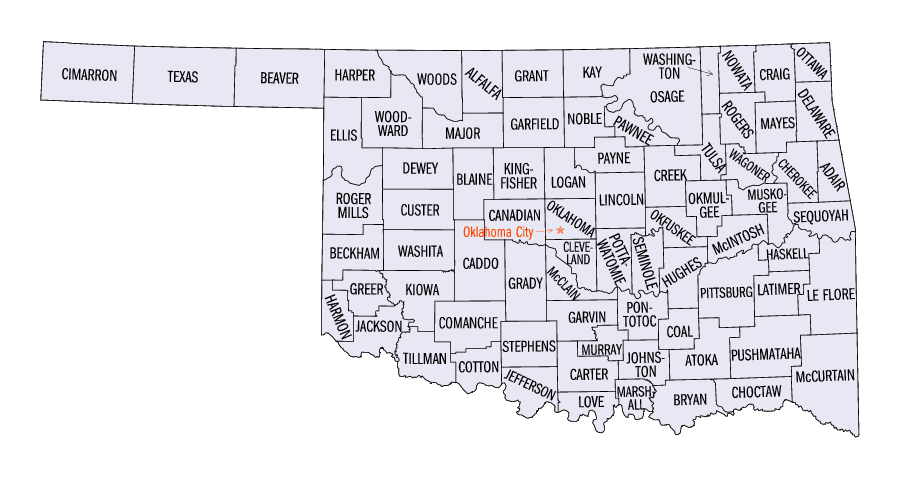
Mapa dos condados de Oklahoma

A seguir, lista dos 77 condados de Oklahoma, nos Estados Unidos.
| - Adair - Alfalfa - Atoka - Beaver - Beckham - Blaine - Bryan - Caddo - Canadian - Carter - Cherokee - Choctaw - Cimarron - Cleveland - Coal - Comanche - Cotton - Craig - Creek - Custer | - Delaware - Dewey - Ellis - Garfield - Garvin - Grady - Grant - Greer - Harmon - Harper - Haskell - Hughes - Jackson - Jefferson - Johnston - Kay - Kingfisher - Kiowa - Latimer | - Le Flore - Lincoln - Logan - Love - Major - Marshall - Mayes - McClain - McCurtain - McIntosh - Murray - Muskogee - Noble - Nowata - Okfuskee - Oklahoma - Okmulgee - Osage - Ottawa | - Pawnee - Payne - Pittsburg - Pontotoc - Pottawatomie - Pushmataha - Roger Mills - Rogers - Seminole - Sequoyah - Stephens - Texas - Tillman - Tulsa - Wagoner - Washington - Washita - Woods - Woodward |